# Oursinite
La oursinite è un minerale.